# Наґасато Асано
Наґасато Асано (яп. 永里 亜紗乃; нар. 24 січня 1989) — японська футболістка. Вона грала за збірну Японії.

## Клубна кар'єра
У 2007 році дебютувала в «Ніттере Бередза». В 2013 року вона перейшла до «Turbine Potsdam». Наприкінці сезону 2016 року вона завершила ігрову кар'єру.

## Кар'єра в збірній
Дебютувала у збірній Японії 29 липня 2009 року в поєдинку проти Німеччини. У складі японської збірної учасниця 2015 року. З 2009 по 2015 рік зіграла 11 матчів та відзначилася 1-а голами в національній збірній.

## Статистика виступів
| Збірна Японії | Збірна Японії | Збірна Японії |
| Рік           | Матчі         | Голи          |
| ------------- | ------------- | ------------- |
| 2009          | 3             | 0             |
| 2010          | 0             | 0             |
| 2011          | 1             | 0             |
| 2012          | 0             | 0             |
| 2013          | 2             | 0             |
| 2014          | 1             | 1             |
| 2015          | 4             | 0             |
| Загалом       | 11            | 1             |